# Pumla Kisosonkole
Pumla Ellen Ngozwana Kisosonkole (1911-1997) là một chính trị gia người Uganda và nhà hoạt động trong các tổ chức của phụ nữ.

## Tiểu sử
Pumla Ellen Ngozwana được sinh ra ở Nam Phi vào năm 1911 với các mục sư của nhà thờ Giám lý. Ba được giáo dục tại các trường truyền giáo và theo học Đại học Fort Hare ở Alice, Đông Cape. Bà đã đến London, tiếp tục học tập tại Học viện Giáo dục. Sau đó, bà đã viết cuốn sách nhỏ "Giáo dục khi tôi thấy nó ở Anh".
Bà kết hôn với Christopher Kisosonkole người Uganda vào năm 1939. Họ chuyển đến Uganda, nơi Pumla tham gia chính trị. Bà đã có tám năm làm nhân viên phát triển cộng đồng cao cấp và giảng dạy tại King College Budo. Năm 1956, bà được đề cử vào Hội đồng Lập pháp (LEGCO) của Chính phủ Bảo vệ. Bà là người phụ nữ châu Phi đầu tiên tham gia hội đồng lập pháp. Bà hoạt động như là một đại diện trong cơ quan lập pháp trong quá trình chuyển đổi từ thuộc địa của Anh sang độc lập của Uganda. Bà bắt đầu kéo dài nhiệm kì bốn năm với tư cách là chủ tịch Hội đồng Phụ nữ ở Uganda năm 1957. Bà là người châu Phi đầu tiên phục vụ trong vai trò đó. Từ 1959 đến 1962, bà là chủ tịch Hội đồng Phụ nữ Quốc tế. Thủ tướng Milton Obote đã bổ nhiệm bà vào phái đoàn của Liên Hợp Quốc tại Liên Hợp Quốc vào năm 1963. Vào những năm 1960, bà cũng là một chuyên gia văn học của UNESCO.